# Iakiv Koukharenko
Iakiv Koukharenko (ukrainien : Яків Герасимович Кухаренко) ou Iakov Koukharenko (russe : Яков Герасимович Кухаренко), né en 1800 et mort en 1862, est un poète, il a été hetman des cosaques de la mer Noire et de la mer d'Azov, général de l’empire russe. 

## Biographie
Il prit part à la guerre russo-turque de 1828-1829. Entre 1851 et 1856 il était officier dans une une unité de Cosaques d'Azov. Ami de Taras Chevtchenko dont il partageait l'amour des arts, il repose en la cathédrale de Krasnodar.

## Hommage

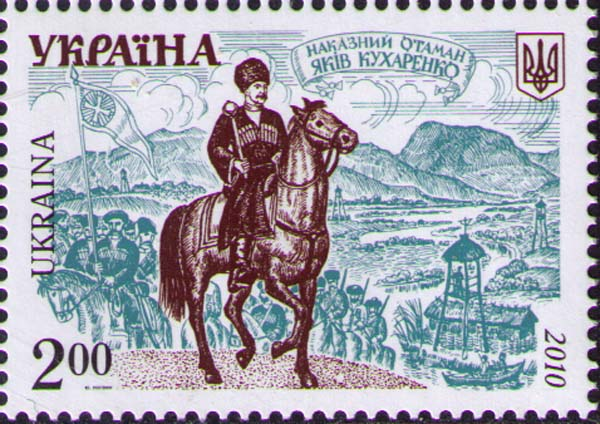
Timbre à son effigie édité en Ukraine en 2010.